# USS Nacheninga (YTM-520)
USS Nacheninga (YTB-520) – amerykański holownik typu Hisada służący w United States Navy. Operował głównie w Pearl Harbor zapewniając pomoc na kotwicowiskach i pirsach oraz przy manewrach dokowania. Udzielał także usług holowniczych, zabezpieczania przeciwpożarowego i służył jako jednostka patrolowa portu wewnętrznego.
Pod koniec lat 40 XX wieku został na krótko zadeklarowany jako nieaktywny, poza służbą, ale wkrótce podjął ponownie służbę. Od 1951 kontynuował operacje w 14 Dystrykcie Morskim (ang. 14th Naval District) W Pearl Harbor. Przeklasyfikowany na YTM w 1954 był w służbie do 1967, gdy został skreślony z listy okrętów floty i sprzedany.